# Aeroportul Kortrijk–Wevelgem
Aeroportul Kortrijk-Wevelgem (IATA: KJK, ICAO: EBKT) este un aeroport din Wevelgem, Arrondissement of Kortrijk⁠(d), Flandra de Vest, Flandra, Belgia ce deservește zona Kortrijk. Aeroportul a fost tranzitat în 2022 de 9.794 de pasageri. A fost deschis în 1916 și numit după zona deservită.
Situat la o altitudine de 20 m, aeroportul dispune de 1 pistă.

## Infrastructură

### Piste
Aeroportul dispune de o singură pistă. Pista are orientarea 09/27. 